# Xylophagus reflectens
Xylophagus reflectens är en tvåvingeart som beskrevs av Walker 1848. Xylophagus reflectens ingår i släktet Xylophagus och familjen vedflugor. Inga underarter finns listade i Catalogue of Life.